# Uluguroscia pugionifera
Uluguroscia pugionifera is een pissebed uit de familie Philosciidae. De wetenschappelijke naam van de soort is voor het eerst geldig gepubliceerd in 1984 door Stefano Taiti & Franco Ferrara.